# تاكاشي ماتسوياما
تاكاشي ماتسوياما (松山鷹志 ماتسوياما تاكاشي) هو ممثل ياباني ولد في 2 أبريل 1960.

## أدواره في الأنمي

### مسلسلات أنمي تلفزيونية[1][2][3]
- بي بليد ج2 - Gideon
- هيرويك إيج - موبيدو
- أمير التنس - نانجيرو إتشيزن
- كاتيكيو هيتمان ريبورن! - تسويوشي ياماموتو
- شورا نو توكي - مياموتو موساشي
- يوغي - بارا
- ديث نوت - جاك نايلون
- كوروزوكا - رجل الكرسي المتحرك
- سلايرز ريفولوشن - دوكليس
- القناص - نوبونا
- هنتر x هنتر (2011) - جونز
- موشيشي - والد كورو (المطر يهطل، قوس القزح يظهر)
- حجرة أبحاث RD - مامورو أوي
- فايري تايل - جوزيه, بايرو, بايرو كراسي, غاتمان كوبريك, أطلس فليم
- حفيد نوراريهيون - الراوي, هيتوتسومي نيودو
- حفيد نوراريهيون: عاصمة العفاريت - هيتوتسومي نيودو
- أكاديمية أوكالت - سائق التاكسي, مفتش
- هايسكول اوف ذا ديد - طيار
- نشأة الآليين - راكان
- كيمي ني تودوكي - والد ساواكو كورونوما
- ندوة فيزيولوجيا الانحراف - كينجي ميشيا
- مبارزة الأبطال - بيغ بانغ
- فريزينغ فايبريشن - ماركس سبنسر
- جاليلي دونا - فرانشيسكو
- أغنية حب طيار - ميخائيل ألباس
- البؤساء: الفتاة كوزيت - المفتش جافير
- بلاك بوليت - شيغيتوكو تاداشيما
- فارس المنطقة - رودريغيز يوشيدا
- وورلد بريك السيف المقدس - برنارد سيرغيفيتش إغناشيفيتش
- سول هنتر - بونتشو

### أوفا أنمي
- ساينت سيا: ذا لوست كانفاس - ديب نيوبي

## أدواره في ألعاب الفيديو
- سلسلة ألعاب ستريت فايتر
  - ستريت فايتر III: ثيرد سترايك - أورو
  - ستريت فايتر V - نيكالي، أورو

## أدواره في الدبلجة اليابانية
- فتيات القوة - فازي لمبكينز, فتيان الأميبا
- سوبر 8 - لويس دينرد

## وصلات خارجية
- تاكاشي ماتسوياما على موقع IMDb (الإنجليزية)
- تاكاشي ماتسوياما على موقع ألو سيني (الفرنسية)
- تاكاشي ماتسوياما على موقع أول موفي (الإنجليزية)
- تاكاشي ماتسوياما على موقع قاعدة بيانات الأفلام السويدية (السويدية)
- تاكاشي ماتسوياما على موقع قاعدة بيانات الفيلم (الإنجليزية)
- تاكاشي ماتسوياما على موقع كينوبويسك (الروسية)
- تاكاشي ماتسوياما على موقع ANN person (الإنجليزية)